# Естадио Сибао Футбол
„Естадио Сибао Футбол“ е футболен стадион в Сантяго де лос Кабайерос, Доминиканска република.
Намира се на територията на Папския католически университет „Майка и учителка“ (на испански: Madre y Maestra).
Изграден частично през 2015 г., понастоящем разполага само с една трибуна с капацитет от 5000 зрители. Предстои съоръжението да придобие завършен вид с кръгла форма и вместимост от 15 000 зрители. Това е първия домакински стадион с изкуствено покритие, който е одобрен от ФИФА.
Стадионът е открит с мач от доминиканската лига на 8 март 2015 г. с мач между „Сибао“ и „Атлетико Вега Реал“. Месец след това националният отбор на Доминиканската република побеждава Куба с 3:0 в приятелски мач.
Използва се от елитния „Сибао“ .